# Gurgesiellidae
Die Gurgesiellidae sind eine Familie der Rochen (Batoidea). Sie besteht aus drei Gattungen mit fast 20 Arten, die im tropischen und subtropischen Atlantik, Pazifik und Indischen Ozean vorkommen. Auf Englisch werden sie als englisch Pygmy skates „Zwergrochen“ bezeichnet.

## Merkmale
Es sind kleine bis sehr kleine, 20 bis 59 Zentimeter lang werdende Rochen mit rhombischer oder herzförmiger Körperscheibe und einer harten, kurzen oder ein wenig verlängerten und dabei zugespitzten Schnauze. Die Enden der Brustflossen sind spitz oder abgerundet, der Schwanz ist fest, schlank und lang bis sehr lang. Die Bauchflossen der Tribus Crurirajini sind gespalten mit einem fingerartigen vorderen Lobus, mit dem sie wie mit Beinen über den Meeresboden laufen können. Die Bauchflossen der Tribus Gurgesiellini sind ungeteilt. Der Schwanz der Tribus Crurirajini trägt zwei kleine Rückenflossen, die Arten der Tribus Gurgesiellini haben nur eine oder keine Rückenflosse. Eine sehr kleine Schwanzflosse findet sich am Schwanzende. Die Rückenseite der Gurgesiellidae ist mit kleinen Dornen besetzt; die Musterung der Bedornung ist von Art zu Art verschieden. Die Schnauze der Gattung Cruriraja ist ebenfalls mit Dornen versehen, bei der Gattung Fenestraja ist sie dornenlos. Bei den Gattungen Cruriraja und Fenestraja ist auch die Region um die Augen, der Nacken und die Mittellinie von Rücken und Schwanz mit Dornen versehen, bei  Gurgesiella fehlen diese Dornen weitestgehend.

## Lebensweise
Die verschiedenen Arten der Gurgesiellidae kommen auf den Kontinentalschelfen und den Schelfen rund um Inseln bis in Tiefen von 1100 Metern vor. Einige Arten wurden aber auch küstennah in Tiefen von 40 Metern gefangen. Wie die meisten Rochen sind sie bodenbewohnend und ernähren sich von Wirbellosen, die im Meeresboden leben und von kleinen Fischen. Den fingerartigen vorderen Lobus der Bauchflossen können sie wie Beine bewegen und so über den Meeresboden laufen. Die Gurgesiellidae sind nicht lebendgebärend.

## Systematik
Die Familie Gurgesiellidae wurde 1959 durch den spanischen Ichthyologen (Fischkundler) Fernando de Buen y Lozano zusammen mit der Gattung Gurgesiella eingeführt, wobei Gurgesiella die einzige Gattung der Familie blieb. Später wurde Gurgesiella den Echten Rochen (Rajidae) zugeordnet. Auch Cruriraja und Fenestraja gehörten ursprünglich zu den Echten Rochen. Mit dem Erscheinen des Standardwerkes Rays of the World wurde die Familie wieder revalidiert, da DNA-Vergleiche ergeben haben, dass die Gattungen Cruriraja, Fenestraja und Gurgesiella eine von den Echten Rochen verschiedene Stellung im Stammbaum der Rochen haben. Da sich Cruriraja und Fenestraja einerseits und Gurgesiella andererseits sowohl morphologisch als auch in ihrer DNA stark unterscheiden, wurde die Familie Gurgesiellidae in zwei Tribus eingeteilt.

## Gattungen
- Tribus Crurirajini

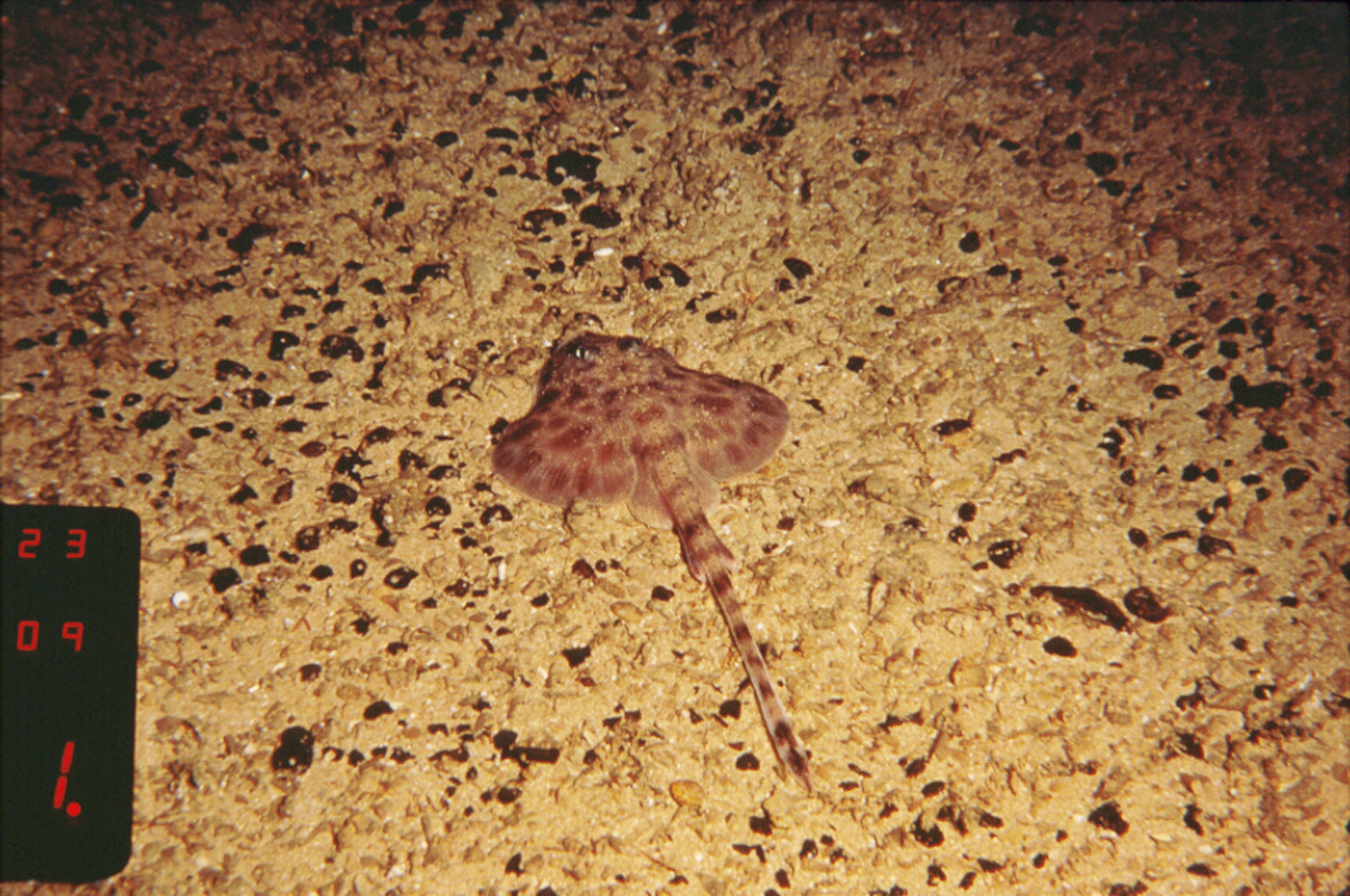
Fenestraja plutonia

  - Gattung Cruriraja Bigelow & Schroeder, 1948
  - Gattung Fenestraja McEachran & Compagno, 1982
- Tribus Gurgesiellini
  - Gattung Gurgesiella de Buen, 1959